# Niel (ca sĩ)
Ahn Daniel (Tiếng hàn: 안 다니엘) sinh ngày 16/08/1994; được biết đến với nghệ danh Niel (니엘), là một ca sĩ, vũ công, diễn viên thần tượng Hàn Quốc và là một người mẫu quảng cáo. Anh được biết đến rộng rãi với tư cách là ca sĩ hát chính của nhóm nhạc nam Hàn Quốc Teen Top. Niel phát hành EP đầu tiền của mình với tựa đề oNIELy vào 16/02/2015.

## Nghề nghiệp
Vào 10/07/2010, Niel ra mắt với tư cách là một thành viên của Teen Top với album Come into the World, biểu diễn bài hát chủ đề "Clap" trên MBC's Show! Music Core.

## Hoạt động cá nhân
Vào 26/12/2012 Niel cùng với Beast's Yoseob, 2AM's Jo Kwon, MBLAQ's G.O và Infinite's Woohyun thành lập nhóm nhạc 5 thành viên mang tên Dramatic Blue với bài hát "Tearfully Beautiful" cho chương trình SBS Gayo Daejeon's The Color of K-Pop. Vào năm 2013, anh xuất hiện trong quảng cáo của Fanta là "Fanta Time" cùng với A Pink's Eun-ji vàLee Kwang-soo.
Vào 05/01/2015, TOP Media cho biết, Niel sẽ được có màn ra mắt solo chính thức vào tháng 2. Vào 27/01,trên chương trình của Mnet "4 Things Show" Niel tiết lộ bài hát tự sáng tác 'Affogato' có mặt trong solo album đầu tiên của anh. MV "Lovekiller" được phát hành vào 16/02 hợp tác với rapper Dok2. Solo mini album "oNIELy" của anh gồm 7 bài hát được ra mắt cùng ngày và đứng đầu trên bảng xếp hạng Gaon Hàn Quốc. Vào 14/07, Niel cho mắt album kèm theo "oNIELy `Spring Love`" cùng với MV"Spring Love" hợp tác với Juniel.
Vào 15/05/2015, Niel và các nghệ sĩ khác như Exo, Sistar và Ailee hát bài hát chủ đề "The Day We Meet" cho chương trình đặc biệt của KBS1 'I Am Korea' kỉ niệm 70 năm đất nước độc lập. 

## Thời thơ ấu
Khi còn bé, Niel từng mơ ước trở thành một cầu thủ bóng đá, nhưng khi anh nhìn thấy diễn viên nhí Yoo Seung Ho trong bộ phim The Way Home anh trở nên hứng thú với điện ảnh. Cùng với sự ủng hộ của mẹ, anh bắt đầu học tại trường nghệ thuật và diễn xuất trong bộ phim truyền hình "Children's Chorus" khi anh học lớp 5. Sau đó, Niel được bài hát Ben của Michael Jackson truyền cảm ứng và bắt đầu theo đuổi ca hát bên cạnh rèn luyện vũ đạo.

## Các phim từng tham gia

### Điện ảnh
| Năm  | Tên          | Ghi chú |
| ---- | ------------ | ------- |
| 2007 | Eleventh Mom | Vai phụ |

### Truyền hình
| Năm  | Tên                    | Kênh        |
| ---- | ---------------------- | ----------- |
| 2004 | Children's Chorus      | MNet        |
| 2005 | 641 Families           | KBS         |
| 2010 | I Am Legend            | SBS         |
| 2012 | Do You Know Taekwondo? | KBS         |
| 2013 | Two Weeks              | MBC         |
| 2014 | Sweden Laundry         | MBC Every 1 |

## Các bài hát

### EPs
| oNIELy | - Phát hành: 16/02/2015 - Hãng đĩa: TOP Media - Hình thức: CD, Digital download                             | 1 | - KOR: 26,562 |  |  |  |  |  |  |
| oNIELy | oNIELy `Spring Love` (full) - Phát hành: 14/07/2015 - Hãng đĩa: TOP Media - Hình thức: CD, Digital download | 4 | - KOR: 13,018 |  |  |  |  |  |  |
|        | |   |               |  |  |  |  |  |  |

### Đĩa đơn

#### Nghệ sĩ solo
| 2015 | "Lovekiller"  | 6  | oNIELy               |  |  |  |  |  |  |
| 2015 | "Affogato"    | 84 | oNIELy               |  |  |  |  |  |  |
| 2015 | "Spring Love" | 40 | oNIELy `Spring Love` |  |  |  |  |  |  |
|      |               |    |                      |  |  |  |  |  |  |

#### Bài hát tham gia
| Năm  | Album               | Tựa đề                | Doanh thu         | Nghệ sĩ                                                |
| ---- | ------------------- | --------------------- | ----------------- | ------------------------------------------------------ |
| 2012 | Tearfully Beautiful | "Tearfully Beautiful" | KOR (DL): 95,179+ | cùng với G.O, Yoseob, Woohyun, Jo Kwon (Dramatic BLUE) |
| 2013 | Fanta Time          | "Fanta Time"          |                   | cùng với Lee Kwang-soo, Eun-ji                         |
| 2015 | The Day We Meet     | "I Am Korea"          |                   | nhiều nghệ sĩ                                          |

### Bài hát hợp tác
| Năm  | Tựa đề                                    | Nghệ sĩ                        |
| ---- | ----------------------------------------- | ------------------------------ |
| 2012 | "The Grasshopper Song"                    | cùng với Sunny Hill            |
| 2013 | "Be my Girl"                              | cùng với Juniel                |
| 2013 | "A Whole new world"                       | cùng với Song Jieun của Secret |
| 2013 | "4 Minutes"                               | cùng với Ailee                 |
| 2013 | "Friend" (Korea-China FriendShip Concert) | with Lee Junho and Seungho     |
| 2014 | "Friday" (M! Countdown KCON 2014)         | with IU                        |

## Chương trình tạp kỹ
Niel lần đầu xuất hiện trên chương trình "Star Cam" cùng với Teen Top vào năm 2010. Từ 12/2014 đến 1/2015 anh tham gia chương trình True Justice với tư cách là thành viên chính thức. Vào 07/2015, Niel tham gia chương trình của SBS "The Racer".
| Năm       | Tên show                                | Kênh       | Ghi chú                                   |
| --------- | --------------------------------------- | ---------- | ----------------------------------------- |
| 2011      | Star King                               | SBS        | cùng với Chunji và C.A.P                  |
| 2011      | Moon Night 90                           | Mnet       | cùng với Ricky & Changjo                  |
| 2011      | Flower Bouquet                          | MBC        | Khách mời - Ep8                           |
| 2011      | Beatles Code 1                          | Mnet       | Khách mời                                 |
| 2012      | Let's Go Dream Team! Season 2           | KBS        | Ep 123                                    |
| 2012      | Star King                               | SBS        | cùng với Ricky và L.Joe                   |
| 2012      | KPop Star Olympics                      | MBC        | -                                         |
| 2012      | Kpop Star Athletic Championship         | MBC        | -                                         |
| 2012      | Weekly Idol                             | MBC        | -                                         |
| 2012      | Miss & Mr Idol Korea                    | MBC        | (cùng với Chunji và Ricky)                |
| 2013      | KPop Star Olympics                      | MBC        | -                                         |
| 2013      | HAPPY SUNDAY Mamma Mia                  | KBS2       | cùng với mẹ anh ấy                        |
| 2013      | Vitamin                                 | KBS2       | cùng với Chunji                           |
| 2013      | Kpop Star Athletic Championship         | MBC        | -                                         |
| 2013      | Immortal Songs 2                        | KBS2       | cùng với C.A.P, Chunji & Changjo          |
| 2013      | Immortal Songs 2                        | KBS2       | cùng với 100%                             |
| 2013      | Wide M Open Studio                      | Mnet       | -                                         |
| 2013      | Full House                              | KBS        | -                                         |
| 2013      | Immortal Songs 2                        | KBS2       | cùng với L.Joe, ChunJi và ChangJo         |
| 2013      | Weekly Idol                             | MBC        | -                                         |
| 2013      | Hello Counselor                         | KBS2       | cùng với ChunJi                           |
| 2013      | Generation Gonggam Saturday             | KBS2       | -                                         |
| 2013      | Smile People                            | SBS        | -                                         |
| 2013      | Star King                               | SBS        | cùng với ChunJi                           |
| 2013      | Firsts of Shaolin Temple                | SBS        | -                                         |
| 2014      | Firsts of Shaolin Temple                | SBS        | -                                         |
| 2014      | Immortal Songs 2                        | KBS2       | cùng với 100%                             |
| 2014      | HAPPY SUNDAY Mamma Mia                  | KBS2       | cùng với mẹ anh ấy                        |
| 2014      | Immortal Songs 2                        | KBS2       | -                                         |
| 2014      | Law of the Jungle                       | SBS        | -                                         |
| 2014      | Let's Go Dream Team! Season 2           | KBS        | -                                         |
| 2014      | Immortal Songs 2                        | KBS2       | cùng với L.Joe                            |
| 2014      | Infinite Dream Concert                  | MBC        | -                                         |
| 2014      | After School Club                       | Arirang TV | khách mời cùng Teen Top                   |
| 2014      | Open Concert                            | KBS        | (16/09/2014)                              |
| 2014      | Love Request                            | KBS1       | 20/09/14)                                 |
| 2014      | Idol Music Festival: Kpop Expo in Asia  | MBC        | (21/09/14)                                |
| 2014      | Pops In Seoul                           | Arirang TV | (22/09/14)                                |
| 2014      | JTBC Hidden Singer                      | JTBC       | cùng với Chunji                           |
| 2014      | Vitamin                                 | KBS2       | cùng với Chunji và L.Joe                  |
| 2014      | Weekly Idol                             | MBC        | -                                         |
| 2014      | Immortal Songs 2                        | KBS2       | cùng với ChangJo                          |
| 2014      | Simply KPOP                             | Arirang TV | cùng với Teen Top                         |
| 2014      | Immortal Songs 2                        | KBS2       | cùng với ChangJo(25/10/14)                |
| 2014      | JTBC Hidden Singer                      | JTBC       | cùng với ChunJi và L.Joe                  |
| 2014      | Weekly Idol                             | MBC        | Ghi hình vào 18/11                        |
| 2014      | 100 people; 100 Songs -Going to the end | JTBC       | mùa 3, tập 14                             |
| 2014-2015 | True Justice                            | MBC        | Thành viên chính thức                     |
| 2015      | Immortal Songs 2 - Lee Jang Hee Special | KBS2       | (tập 183)                                 |
| 2015      | A Song For You                          | KBS2       | cùng với 100%                             |
| 2015      | Let's Go! Dream Team Season 2           | KBS2       | -                                         |
| 2015      | 4 Things Show                           | Mnet       | biểu diễn "Affogato" trong màn solo debut |
| 2015      | Running Man                             | SBS        | Idol special                              |
| 2015      | Star Golden Bell                        | KBS        | -Seollul special                          |
| 2015      | Weekly Idol                             | MBC Every1 | cùng với L.joe,Cap,Ricky                  |
| 2015      | Vitamin                                 | KBS2       | -                                         |
| 2015      | Saturday Night Live Korea               | tvN        | (ep 4)                                    |
| 2015      | Hello Counselor                         | KBS2       | -                                         |
| 2015      | Infinite Challenge                      | MBC        | (ep 420)                                  |
| 2015      | Oh! My Baby                             | SBS        |                                           |
| 2015      | Emergency Escape Number 1               | KBS2       | cùng với Chunji                           |
| 2015      | After School Club                       | Arirang    |                                           |
| 2015      | 100 people; 100 Songs                   | JTBC       | cùng với Chunji                           |
| 2015      | Immortal Songs 2                        | KBS2       | cùng với Changjo                          |
| 2015      | The Racer                               | SBS        | thành viên cố định                        |
| 2015      | Weekly Idol                             | MBC Every1 | Ep. 205 cùng với Teen Top                 |
| 2015      | Running Man                             | SBS        |                                           |

## Chương trình radio
- 2011: MBC ShimShim Tapa Radio (30/08/2011 cùng Ricky)
- 2011: MBC ShimShim Tapa Radio (28/09/2011 cùng Ricky)
- 2011: MBC ShimShim Tapa Radio (cùng Ricky)
- 2011: Shim Shim Tapa Radio (18/12/2011)
- 2011: Shim Shim Tapa Radio (25/12/2011)
- 2012: ShimShim Tapa Radio (28/01/2012)
- 2012: ShimShim Tapa Radio (12/02/2012)
- 2012: ShimShim Tapa Radio (04/03/2012)
- 2014:MBC FM FM4U Sunny Date, 8PM KST (12/11/14)

## Giải thưởng
| Năm  | Giải thưởng             | Hạng mục                            | Đề cử      | Kết quả |
| ---- | ----------------------- | ----------------------------------- | ---------- | ------- |
| 2015 | Mnet Asian Music Awards | Bài hát của năm                     | Lovekiller |         |
| 2015 | Mnet Asian Music Awards | Màn trình diễn nhảy hay nhất - Solo | Lovekiller |         |